# Между мирами (фильм, 2005)
«Между мирами» (англ. Intermedio) — американский фильм ужасов 2005 года режиссёра Эндрю Лоэра. Премьера фильма состоялась 1 января 2005 года.

## Сюжет
Группа молодых людей решает заработать лёгкие деньги путём продажи наркотиков. Для этого им необходимо пересечь границу между Мексикой и США. В качестве места пересечения границы они выбирают пещеры-шахты, соединяющие оба государства. Однако помимо выгоды у двоих молодых людей — парня Малика и девушки Джин — имеются ещё и личные мотивы проникновения в пещеры: именно в этих пещерах около 20 лет назад пропали их родители. Что же стало причиной пропажи неизвестно. Попутно вокруг шахт ходят легенды, которые говорят о том, что в этих пещерах обитают духи умерших, застрявших между миром живых и миром мёртвых. Входя в пещеры герои начинают пугать друг друга этими поверьями. Однако вскоре выясняется что поверья действительно имеют под собой основу, что через некоторое время начинают испытывать на себе сами герои.

## В ролях
| Актёр          | Роль                         |
| -------------- | ---------------------------- |
| Эдвард Ферлонг | Малик                        |
| Стив Рэйлсбэк  | пожилой таинственный мужчина |
| Серина Винсент | Джин                         |
| Эмбер Бенсон   | Барби                        |

## Художественные особенности
Привидения в фильме созданы с помощью компьютера. Среди способов убийств в фильме имеются такие как удары цепью в глаза, отрезание кистей рук, перерубание тела пополам и т. д. Также фильм отличается кровавостью.
Большая часть фильма сводится к беготне героев по пещере-шахте, в дальнейшем переносясь в помещения заброшенного дома.